# Madalyn Murray O'Hair
Madalyn Murray O'Hair (Pittsburgh, 13 de abril de 1919 - Austin, 29 de septiembre de 1995) fue una conocida promotora del ateísmo en Estados Unidos. Fundadora de Ateos de América y, de manera oficial o entre bastidores, presidenta de la organización durante treinta y dos años, entre 1963 y 1995.
Es muy conocida por la demanda Murray contra Curlett, que condujo a un histórico fallo del Tribunal Supremo de los Estados Unidos y que terminó con la práctica de la oración diaria en las escuelas públicas de Estados Unidos. Más tarde, fundaría la asociación American Atheists y se convertiría en un personaje tan controvertido que, en 1964, la revista Life se refirió a ella como "la mujer más odiada de EE. UU."
Murió junto a su hijo y su nieta en 1995, asesinados por un miembro de su asociación laica que había sido acusado de robar dinero a la asociación y despedido por eso.

## Primeros años y educación
Madalyn Mays nació en el barrio de Beechview, en Pittsburgh, Pensilvania, en el año 1919, hija de Lena Christina Scholle y John Irwin Mays. Fue bautizada en la iglesia presbiteriana. Se graduó en el Instituto de Rossford, Ohio.
En 1941, se casó con John Henry Roths, pero se separaron cuando ambos se alistaron durante la Segunda Guerra Mundial en el Cuerpo de Marines de Estados Unidos, ella en el Cuerpo de Mujeres del Ejército. En 1945, mientras prestaba servicio en un puesto criptográfico en Italia, inició un romance con un oficial, William J. Murray. No obstante, Murray estaba casado por el rito católico y se negó a divorciarse de su esposa. Por su parte, Madalyn Mays se divorció de Roths y comenzó a utilizar el apellido de su amante Murray, nombre con el que registró a su primer hijo, William J. Murray.
Madalyn Murray se diplomó en la Universidad de Ashland en Ohio. En 1952 completó la licenciatura de Derecho por la Escuela Universitaria de Derecho del Sur de Texas, aunque suspendió el examen del colegio de abogados y nunca ejerció. En posteriores escritos para la asociación que fundaría firmaba como "Dra. O'Hair", probablemente para referirse a su formación académica en Derecho, considerada por algunos como un doctorado jurídico. El 16 de noviembre de 1954 dio a luz a su segundo hijo, Jon Garth Murray.
En este punto algunas fuentes afirman que asistió a reuniones del Partido Socialista de los Trabajadores en 1957, cuando todavía vivía en Baltimore con sus hijos, padres y un hermano. En esas fuentes, también se dice que en 1959 solicitó la ciudadanía soviética. Supuestamente, y después de no haber obtenido respuesta durante un año, viajó junto a sus hijos a Europa con la intención de cruzar el telón de acero, pero la embajada en París le negó la entrada y finalmente volvieron a Baltimore.
De todos modos, sería adecuado poner en duda esta historia ya que durante 17 años trabajó como asistente social en un psiquiátrico de Baltimore y en 1960 era supervisora en el Departamento Público de Bienestar de la ciudad. Parecería poco probable que una persona con los antecedentes de Murray accediera a un puesto de esas características.

## Activismo
En 1960 saltó a la fama después de presentar una demanda contra el Sistema Público de Educación de la ciudad de Baltimore (Murray vs. Curlett), en la que se oponía a que su hijo Bill tuviera que participar en las lecturas de la Biblia que por aquel entonces eran habituales en las escuelas y que Madalyn consideraba inconstitucional. En el proceso alegó que la negativa de su hijo a participar en las lecturas había conducido a que sus compañeros agredieran al niño, agresiones que habían sido deliberadamente ignoradas por la administración del centro. La demanda llegó al Tribunal Supremo en 1963 después de que fuera consolidada con otro proceso similar: El caso de la escuela del distrito de Abington contra Schempp. El Tribunal Supremo votó a favor de Murray (por ocho votos a favor y uno en contra), lo que convirtió en firme la prohibición de las oraciones y lectura de la biblia en las escuelas públicas de los Estados Unidos. Desde ese momento, Murray solía referirse a sí misma como líder del movimiento para la eliminación del rezo en las escuelas públicas. Sin embargo, como su hijo William posteriormente apuntaría, en aquellos días había varias demandas similares que estaban siendo oídas en el Tribunal Supremo, la suya solo tuvo la particularidad de ser la primera en conseguir una sentencia firme.
En 1963, Madalyn Murray dejó Maryland después de, presuntamente, agredir a varios agentes de policía de Baltimore que fueron a su casa en busca de la novia de su hijo Bill (una menor que había huido de casa). Posteriormente se casaría con Richard O'Hair, un marine de los Estados Unidos, quien sería su marido legal (el matrimonio fracasó, pero no terminó en divorcio) hasta la muerte de él en 1978.
Animada por el éxito de su demanda contra la ciudad de Baltimore, Madalyn presentó una nueva causa contra la Administración Nacional de Aeronáutica y del Espacio, para evitar la lectura del Génesis desde el espacio que estaba programada como evento televisivo durante la expedición del Apolo VIII. Su petición era que se prohibiera que los astronautas norteamericanos -empleados públicos del gobierno- hicieran ostentación en público de sus creencias religiosas, pero la Corte Suprema de Justicia, rechazó el caso por una cuestión jurisdiccional.
A lo largo del resto de su vida, la ahora Madalyn O'Hair, retó a todas las autoridades religiosas y debatió públicamente con distintas figuras públicas sobre diversas cuestiones. Ella se describía a sí misma como "libertaria sexual" y afirmaba que los niños de sexto grado debían recibir educación sexual, que los seres humanos debían poder tener relaciones sexuales tan pronto como su naturaleza se lo pidiera, como ocurre con los animales y las flores. A su juicio, las relaciones interpersonales, fueran emocionales o sexuales, no debían estar sometidas a supervisión, ni por otras personas, ni, mucho menos, por el Gobierno.

## Ateos de América
Tras su llegada a Austin, O'Hair fundó Ateos de América: "un movimiento nacional que defiende los derechos civiles de los no creyentes, trabaja por la separación de la Iglesia y el Estado, y se ocupa de los problemas derivados de las políticas públicas con relación a la Primera Enmienda." Como fundadora, fue la primera directora ejecutiva del grupo.
Durante los años 60 y 70, O'Hair se convirtió en la voz y el rostro del ateísmo en los Estados Unidos. Por ello, fue una figura muy controvertida. Su propio hijo William, que no compartía su filosofía escéptica y atea, la describiría más adelante como "profana y vulgar" y diría que su madre tenía en su casa varias estatuas grotescas de animales apareándose.
En una entrevista con Playboy en 1965, ella dijo que la religión es "una muleta" y que "confiar de manera irracional en supersticiones o en lo sobrenatural es absurdo." En la misma entrevista, O'Hair dio una larga lista de incidentes que presuntamente había tenido que soportar debido a su conocida oposición a que la religión inundara la vida pública: incidentes de acoso, intimidación e incluso amenazas de muerte contra ella y su familia. Leyó varias cartas. Una de ellas decía: "Quiera Jesús, al que con tanto fervor niegas, convertirte en un Pablo." Como respuesta, O'Hair dijo al entrevistador: "¿No es adorable? Christine Jorgensen tuvo que ir a Suecia para operarse, pero yo voy a conseguir lo mismo con la fe - sin dolor y sin pagar." También declaró que había abandonado Baltimore no por temer cargos por agredir a agentes de policía, sino porque algunos de sus conciudadanos la perseguían, le enviaban correos con fotos manchadas con excrementos, habían estrangulado al gatito de su hijo Bill y habían apedreado su casa (lo que según ella había producido a su padre un ataque al corazón que le produjo la muerte).
Como presidenta de Ateos de América, O'Hair presentó varias demandas por cuestiones en las que observaba cierta connivencia entre Iglesia y Estado, violando la Constitución de los Estados Unidos. Ejemplo de ello es la demanda que presentó contra la ciudad de Baltimore por eximir del pago de impuestos a la Iglesia Católica.
Durante varios años, O'Hair produjo varios programas de difusión atea en los que se criticaba a la religión y a las creencias teístas. Particularmente un programa de radio y otro de televisión (El Foro Ateo de América) que llegó a transmitirse por hasta 140 cadenas de televisión por cable.
En 1980, William Murray fue bautizado en una iglesia Bautista en Dallas, donde obtuvo un puesto como predicador. Esto condujo a un distanciamiento entre la madre y el hijo. Como ella dijo, "Se podría llamar a esto un post-aborto por parte de madre, supongo; yo lo repudio totalmente y completamente de todos los tiempos y ahora ... él está más allá del perdón humano."
Ya en la década de los 80, la figura de O'Hair seguía siendo una figura controvertida. En 1984 participó como redactora jefe en la campaña presidencial de Larry Flynt y también participó regularmente como invitada en programas de debate televisado. Jon Murray la sucedió como líder de Ateos de América, lo que no fue del agrado de muchos de los asociados y produjo una escisión de la corriente principal del grupo. En 1991, todos los grupos locales y estatales se disolvieron.
En la década de 1990, la asociación Ateos de América se limitaba a O'Hair, su hijo Jon, su nieta Robin y a algunas personas de apoyo. Robin era hija de William, su primer hijo (rechazado por ella y con el que no se hablaba en muchos años) y había sido adoptada por Madalyn cuando era un bebé. El trío O'Hair vivían juntos en una gran casa; juntos iban a la oficina, juntos iban de vacaciones y juntos regresaban a casa.

## Desaparición
El 27 de agosto de 1995, O'Hair, Jon y Robin desaparecieron de repente. La puerta de la oficina de Ateos de América estaba cerrada con una nota adjunta a máquina (según se dice firmada por Jon) en la que se indicaba lo siguiente: "La familia Murray O'Hair ha tenido que salir de la ciudad por una urgencia. Por el momento, no sabemos cuánto tiempo vamos a estar ausentes." Cuando algunos de los que les conocían empezaron a preocuparse y fueron a la casa de los O'Hair, se encontraron con la casa vacía precipitadamente: los platos del desayuno estaban todavía en la mesa, la medicación para la diabetes de Madalyn en la encimera y los perros a los que tanto querían estaban en la parte de atrás de la casa sin nadie a su cuidado.
A los pocos días, varios amigos recibieron algunas llamadas telefónicas de Jon. En ellas afirmaban que los tres estaban en San Antonio por "negocios." Una semana después, alguien con el nombre de Jon Murray reservó la compra de varias monedas de oro por valor de 600.000 dólares a un joyero de San Antonio, pero finalmente solo compró el equivalente a 500.000 dólares.
Hasta el 27 de septiembre, los empleados y amigos de Ateos de América recibieron varias llamadas indistintamente de Robin y de Jon, ninguno de los cuales dijo las razones por las que habían tenido que irse o cuándo volverían; y aunque dijeron que no pasaba nada malo, su voz sonaba tensa y preocupada. Después del 28 de septiembre, no se volvió a tener ninguna comunicación más de los O'Hair.

## Especulaciones
Entonces empezaron las especulaciones sobre la desaparición de los O'Hair. Surgió el rumor que decía que habían abandonado la asociación y habían huido con el dinero de la misma. Un investigador que trabajaba para Vanity Fair, después de examinar las pruebas presentadas por uno de los exempleados de Ateos de América, David Roland Waters, llegó a la conclusión de que el trío se había ido a Nueva Zelanda.
Un año después de su desaparición, el hijo de Madalyn, William Murray, presentó una denuncia por la desaparición. Meses antes, el mayor de los hijos de la célebre atea había declarado con frecuencia no querer presentar la denuncia para evitar atraer la atención de los medios de comunicación y porque no había pruebas de ningún delito, declarando: "no quiero buscar gente que no quiere ser encontrada." Tras la denuncia, los O'Hair fueron declarados legalmente muertos y la mayoría de sus posesiones se vendieron para cubrir sus deudas.

## Asesinato
Finalmente, la investigación se centró en un exempleado que había dado las pistas a la revista Vanity Fair. David Roland Waters, quien había trabajado como tipógrafo para Ateos de América, había llegado a ser director de la oficina de la organización. Tiempo antes de la desaparición de los O'Hair, Waters había sido sospechoso de desfalco de 54 000 dólares a la organización Ateos de América, delito del que se declaró culpable a principios de 1995. Waters tenía condenas anteriores por delitos con violencia.
Al descubrir el desfalco, O'Hair escribió un mordaz artículo en la sección "solo para miembros" del boletín de Ateos de América en el que exponía cómo el director de la oficina había robado a la asociación, los delitos anteriores de aquel y un incidente ocurrido en 1977 en el que supuestamente Waters había golpeado a su madre y se había orinado encima de ella. Más tarde, la novia de Waters declararía que su entonces novio se había enfurecido por el artículo de O'Hair y que lo recordaba fantaseando con torturar a Madalyn en forma horripilante.
La policía llegó a la conclusión de que Waters y varios cómplices —a los que había conocido en la cárcel— habían secuestrado a los tres O'Hair, les habían obligado a retirar los fondos de la asociación y, después de hacer varias compras con el dinero y las tarjetas de crédito de la familia, los habían asesinado. Uno de los cómplices, Danny Fry, también había sido asesinado pocos días después que los O'Hair; su cuerpo fue encontrado en un río con la cabeza y las manos cortadas (aunque sus restos fueron identificados tres años y medio después). Waters se declaró culpable de varios cargos reducidos.
En enero de 2001, Waters indicó a la policía dónde podía encontrar a la célebre familia atea: enterrados en un rancho de Texas. Cuando la policía excavó en el lugar indicado por Waters, descubrieron que los O'Hair habían sido descuartizados en pedazos con una sierra; los restos tenían extensas mutilaciones y la descomposición convirtió la identificación de los cuerpos en una ardua labor. La identificación de los cadáveres se realizó por los registros dentales, por pruebas de ADN y, en el caso de Madalyn, por una prótesis de cadera de la que había sido operada.
Waters fue declarado culpable de secuestro, robo y asesinato en el caso O'Hair y fue condenado a veinte años de prisión. También se le ordenó indemnizar con 543 665 dólares a la Asociación de Laicos Unidos de América, así como a los herederos de Madalyn Murray O'Hair, Jon Garth Murray y Robin Murray-O'Hair. No obstante, puesto que el dinero del robo no fue recuperado y que Waters murió en la cárcel de cáncer de pulmón el 27 de enero de 2003, ninguno de los afectados recibió compensación alguna.